# Diabetes Forum
Diabetes Forum ist eine österreichische Fachzeitschrift für Diabetologie, die fünfmal jährlich erscheint. Sie ist das offizielle Praxisforum der Österreichischen Diabetes Gesellschaft (ÖDG), wobei die Fachgesellschaft gemeinsam mit Guntram Schernthaner die Herausgeber- und Medieninhaberschaft innehat.
Diabetes Forum wurde im Jahr 2000 von Guntram Schernthaner, dem damaligen Präsidenten der Österreichischen Diabetes Gesellschaft (ÖDG), als Praxisforum der Diabetesgesellschaft gegründet. Christoph Schnack fungiert seit der 1. Ausgabe als Chefredakteur.

## Inhalt
Unter dem Leitmotiv „Wissenschaft für die Praxis“ widmet sich jede Ausgabe von Diabetes Forum einem Fokusthema aus dem Bereich Diabetologie oder verwandten Disziplinen der Inneren Medizin, das von österreichischen und internationalen Experten interdisziplinär und praxisbezogen aufgearbeitet wird. Unter der Rubrik „ÖDG Intern“ wird mit Vorwort des ÖDG-Präsidenten und 1. Sekretärs aktuelle Projekte der Fachgesellschaft vorgestellt. Weitere Inhalte umfassen ein News Update, in dem Ergebnisse aktueller diabetologischer Studien zusammengefasst werden, Case Reports und Highlightberichte wichtiger diabetologischer Kongresse.
Diabetes Forum richtet sich an Fachpersonen der Diabetologie, der Inneren Medizin im stationären und niedergelassenen Bereich, an Allgemeinmediziner und Diabetesberater.
Die Zeitschrift ist in der elektronischen Zeitschriftendatenbank für Mediziner verfügbar.
Der wissenschaftliche Beirat umfasst 12 Personen und setzt sich aus den Mitgliedern der ÖDG zusammen. Laut Österreichischer Auflagenkontrolle beträgt die Auflage 7.950 Stück (2. Halbjahr 2022).